# Johann Hess
Johann Hess (även Hesse), född 23 september 1490 i Nürnberg, död 5 januari 1547 i Breslau var en tysk teolog och psalmförfattare.
Johann Hess studerade vid universitetet i Leipzig (1506), och i Wittenberg, där han tog examen, 1511 hörde han föreläsningar av Martin Luther och Johann von Staupitz; och avgjorde sig senare, efter att ha besökt Italien, för reformationen.  
Han kom till Breslau att bli evangelisk pastor i S:t Maria Magdalena kyrka; och trots motståndet från påven och kung Sigismund i Polen, blev han formellt installerad, 21 oktober 1523, som den första evangeliske pastorn folkvald i Schlesien.
Två psalmer har tillskrivits Hess, en av dem är O Welt, ich muss dich lassen som återfinns som O Werld! jagh tigh förlåter i 1695 års psalmbok.